# Ponce III de Ampurias
Ponce III de Ampurias o Ponce Hugo II de Ampurias (1135-1200), conde de Ampurias (1173-1200).

## Biografía
Primer hijo de Hugo III de Ampurias y de Jusiana de Entenza, heredó el condado de Ampurias a la muerte de su padre sucedida en 1173.
Durante su reinado el condado se vio rodeado de dominios reales por el noroeste y de dominios eclesiásticos por el sur por lo que siguió una política de supervivencia a base de mantener buenas relaciones de subordinación con la monarquía, asistiendo a las Cortes de 1197 en Gerona aunque para evitar un dominio completo se puso bajo la protección directa de Roma. Durante su gobierno el condado sufrió grandes pestes, hambre e inundaciones, lo que provocó una gran crisis económica la cual gestionó movilizando su patrimonio a través de préstamos.
Pese a ello, hizo valiosas donaciones a los monasterios de San Pedro de Roda y al de San Quirico de Colera vinculados también a la implantación de la Orden del Temple en su territorio para mejorar la gestión y protección del territorio.

## Matrimonio y descendencia
Se casó, en primeras nupcias, con Adelaida de Montcada, hija de Guillermo Ramón IV de Montcada, con la que tuvo a su heredero:
- Hugo IV de Ampurias (v 1170-1230) conde de Ampurias

En segundas nupcias se casó con Ermesenda de Peratallada de la cual quería adquirir numerosas tierras, pero se tuvo que separar poco antes de morir porque el enlace no era válido al haberse efectuado sin la dispensa apostólica necesaria.
| Predecesor: Hugo III | Conde de Ampurias 1173 - 1200 | Sucesor: Hugo IV |